# Disneyland Hotel
Pour les articles homonymes, voir Disneyland Hotel (homonymie).
Le Disneyland Hotel est le premier hôtel autorisé à porter le nom de Disney. Il est situé à côté de Disneyland en Californie et a ouvert en juillet 1955, peu de temps après le parc. C'est la société Wrather Company qui a détenu la licence et les terrains limitrophes jusqu'en 1989, date à laquelle Disney racheta la société.
L'hôtel compte 990 chambres et suites réparties en trois tours. Il comprend aussi plusieurs boutiques, restaurants et activités diverses dont un centre de congrès.

## Le thème
L'hôtel n'a pas de thème, à part la magie Disney. Il a été construit en respectant les règles de l'architecture internationale avec des murs-rideaux en verre et du béton. Mais après le rachat par Disney, de nombreux éléments ont été ajoutés aux bâtiments afin de "donner plus de magie".

## Historique
Walt Disney dépensa plus de 17 millions de $ entre 1953 et 1955 pour Disneyland et ne put construire un hôtel à proximité. Il demanda alors à son ami Jack Wrather, président de la Wrather Company, d'en construire un. Wrather finance avec sa partenaire Maria Helen Alvarez la construction au travers de sa société Wrather-Alvarez Productions.  En contrepartie, Walt Disney lui accorda pour 99 ans le droit d'avoir un hôtel utilisant son nom, Disney.

### 1955-1988 - L'hôtel de Jack Wrather
Le 6 mars 1955, la presse annonce un projet d'hôtel mitoyen au parc Disneyland alors en construction mené par Jack Wrather et Helen Alvarez. La première phase du projet estimée à de 2 millions d'USD sur un total de 10 millions d'USD a été confiée à des entreprises des constructions de Los Angeles. Le projet de la Wrather Corporation prévoit 102 chambres d'hôtel et 104 chambres de motel, un bar et un espace de cocktail. La cérémonie de début des travaux a lieu le 18 mars 1955.  Jack Wrather et Helen Alvarez sont les propriétaires de la chaîne KFMB-TV (en). La société nomme Raymond Page comme architecte paysagiste et Tony Pereira comme architecte  des intérieurs.
L'hôtel baptisé Disneyland Hotel and Motor Hotel ouvre ses portes le 1er octobre 1955 avec une centaine de chambres sur le principe d'un motel avec le luxe d'un hôtel de séjour. La direction de l'établissement est confiée à Don J. Daley, actif dans le milieu de l'hôtellerie californien depuis 1946. Plusieurs journaux mentionnent 99 chambres sur un terrain de 60 acres (242 811,39 m2), toutefois la société Disney mentionne en 2005, 104 chambres.
La construction par phase se poursuit. Le 25 août 1956, l'hôtel s'agrandit pour atteindre 200 chambres et 200 supplémentaires doivent être construites dans le but d'atteindre les 650. Cette section sera par la suite nommée Garden Rooms North. Elle comprend sur deux sections en plus des chambres un restaurant de 1 200 places nommé Gourmet, des bureaux, des salles de conférences et 13 boutiques. Durant l'année l'hôtel lance la publication d'un magazine Disneyland Vacationland, au format agence de voyages, avec trois numéros par an, contenant des articles sur Disneyland et ses alentours dont le parc concurrent Knott's Berry Farm. Il sera plus tard publié en tandem avec le magazine Disney News lancé en 1965 pour le Magic Kingdom Club.
Le 11 mai 1958 après un an de procès pour  détournement de fonds, un accord est trouvé stipulant qu'Helen Alvarez vende ses parts dans l'entreprise commune pour une somme non dévoilée à Jack Wrather et neuf associés.
L'hôtel s'agrandit à nouveau en 1958 et deux supplémentaires en 1960, totalisant alors 300 chambres. En 1958, Jack Wrather achète à son associée les parts dans l'hôtel.

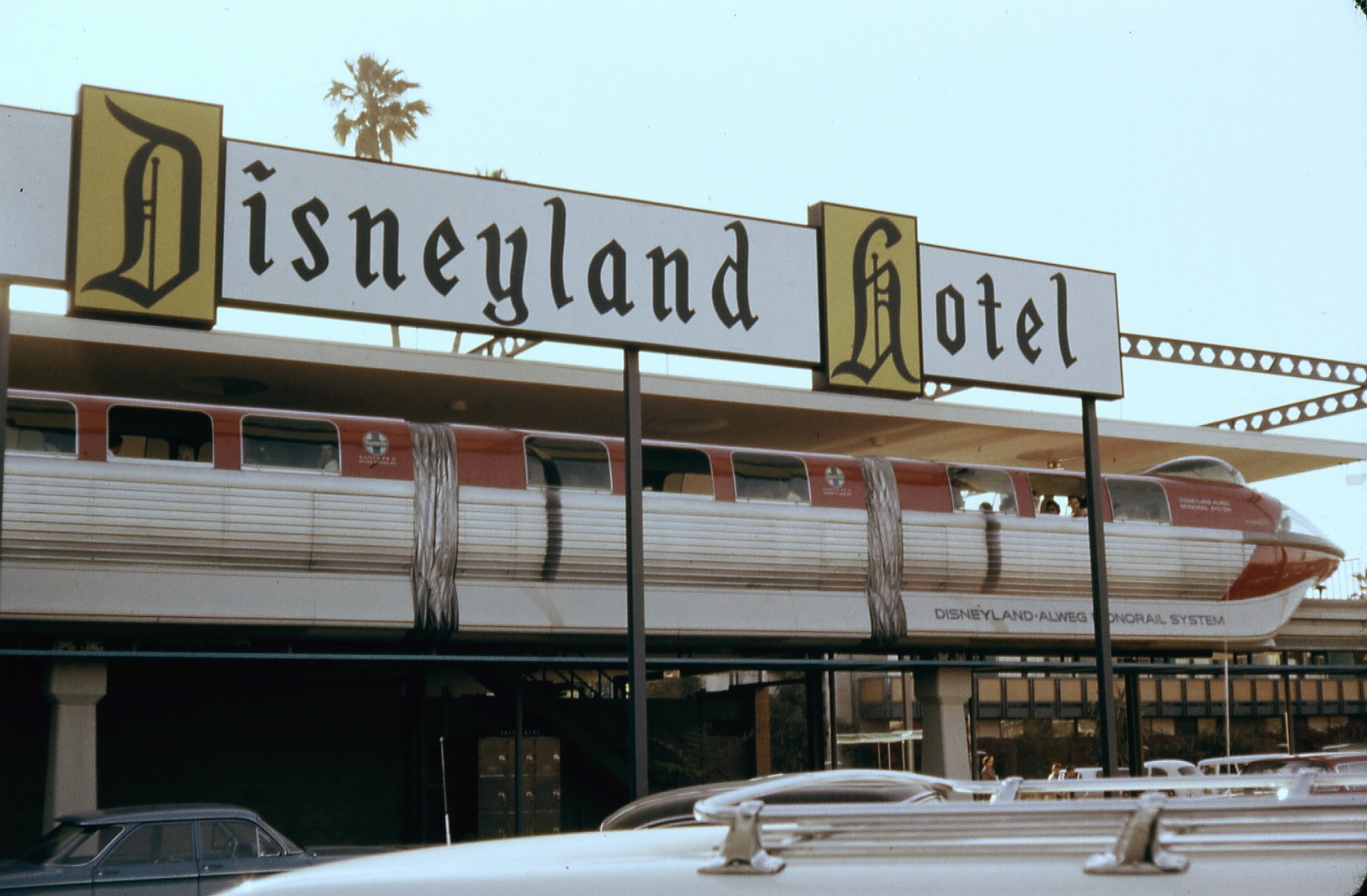
La station de monorail de l'hôtel en 1963.

En 1961, avec le prolongement du Disneyland Monorail, l'hôtel est relié au parc.
Durant l'été 1962, les travaux d'agrandissement de l'hôtel battent leur plein avec la réalisation d'un étage par semaine entre le 22 juin 1962 et le 19 août 1962. Le projet de 2,5 millions d'USD doit s'achever durant l'année 1963. La construction de la tour de 11 étages a débuté le 1er septembre 1961 à côté du parcours de golf de 18 trous par-3 et permettra d'atteindre les 500 chambres. La tour conçue par les architectes Weber et Nicholson comprend 150 chambres, une piscine, un restaurant panoramique et trois ascenseurs dont un extérieur. La capacité de l'hôtel est portée à 456 chambres.
Après la mort de Walt Disney en 1966, la société Disney tente de récupérer tout ce qui porte le nom de Disney. Mais Wrather refuse.
En 1969, Wrather lance un important projet de rénovation de 15 millions d'USD. La première phase approche de la fin le 21 décembre 1969, avec la livraison de 200 chambres la Marina Tower dont l'une ouverture complète des 350 chambres est prévue le 15 janvier 1970. La tour de 11 étages est bordée par un lac artificiel nommé Walter World de 1,5 acres (6 070,28 m2) encore en construction mais qui doit comprendre une marina avec ses docks, des bateaux, des restaurants, un espace Tahitien, une plage de sable et un point de pêche pour les enfants. L'ouverture de la Marina Tower permet de déplacer l'entrée de l'hôtel le long de la Cerritos Avenue.
Les deux premières phases estimées à 12 millions d'USD s'achèvent en juin 1970 avec l'ouverture des attractions autour de Walter World. La première tour est alors baptisée Sierra Tower, que les deux tours sont identiques et l'hôtel totalise 1 000 chambres. Une autre phase du développement doit débuter à l'automne 1970 avec l'ajout d'un centre de congrès de 20 000 pieds carrés (1 858 m2) adossé à un espace de restauration et d'exposition de 24 000 pieds carrés (2 230 m2). Cette troisième phase avec le centre de congrès doit s'achever en septembre 1972. Le centre de congrès est situé au nord-ouest du site au pied de la Marina Tower dans un bâtiment d'un seul niveau mais avec un parking au-dessus et deux étages au-dessous pouvant accueillir 600 véhicules, totalisant 2 500 places pour l'hôtel. Le centre de congrès est inauguré le 9 novembre 1972.
En novembre 1977, l'hôtel ouvre un club de tennis privé nommé Tennisland de 10 terrains.
Le 7 juin 1978, l'hôtel ouvre un espace de loisirs nommé Water Wonderland, rénovation de la marina et des espaces de loisirs et restauration associés. Cet espace fait partie d'un projet d'agrandissement de 18 millions d'USD avec la construction d'une nouvelle tour de 400 chambres nommée Bonita Tower qui ouvre dans le courant du mois en l'honneur de Bonita Granville, femme de Jack Wrather. L'hôtel totalise 1 400 chambres. Un espace nommé Dancing Waters au pied de la Bonita Tower propose un spectacle de fontaines et de projections par fibre optique (de 150 000 $) dans un bassin en forme de fer à cheval de 165 pieds (50 m) de large avec une cascade
Durant l'été 1980, l'hôtel lance un projet de rénovation de 3,5 millions d'USD avec le remplacement des Garden Rooms au nord construite en 1956 par un édifice de cinq étages nommé The Villas de 106 chambres, l'hôtel affichant un total de 1 150 chambres. Le nom final de cette zone est The Garden Villas.
Durant l'été 1983, le complexe de loisirs et de restaurants achève sa rénovation de 15 millions d'USD pour atteindre 96 000 pieds carrés (8 919 m2) avec l'ajout d'une salle d'arcades sous-marine, une piste de course de voitures miniatures, un bassin de pédalos, un autre de bateaux radiocommandés et l'agrandissement  du centre de congrès à 160 000 pieds carrés (14 864 m2). Sur les 60 acres (242 811,39 m2) détenus par la Wrather Corporation, 22 restent à développer.

### 1988: Rachat par la Walt Disney Company
En 1984, avec le changement de direction à la tête de la Walt Disney Company et la mort de Wrather, la société Disney insiste de plus en plus pour récupérer les droits. Le 21 janvier 1988, après 5 ans de négociation avec les ayants droit du défunt Jack Wrather, l'hôtel est racheté par la Walt Disney Company en même temps que l'intégralité de la Wrather Company qui comprend aussi le Queen Mary à Long Beach. En 1989, Disney intègre l'hôtel à son offre.
En 1998, la marina de l'hôtel est comblée pour en faire une piscine et un jardin. En janvier 1998, la mairie d'Anaheim autorise la construction d'un édifice de 25 000 pieds carrés (2 322,576 m2) sur un niveau à l'angle de Center Street Promenade and Lemon Street pour héberger à la fin de l'été 1998 les 150 employés californiens de la Walt Disney Travel Company qui travaillaient précédemment dans le Disneyland Hotel.
En 1999, l'hôtel est rénové et plusieurs chambres sont détruites. L'hôtel compte désormais 990 chambres. Cette réduction a été compensée par l'ouverture du Disney's Grand Californian Resort en 2001. Les travaux du complexe détruisent un espace de boutiques et de convention située devant l'hôtel et intégrant la station du Disneyland Monorail. À cette occasion, le restaurant Goofy's Kitchen rouvre dans un nouveau lieu le 26 juillet.
En 2001, la nouvelle gare de monorail ne dessert plus directement l'hôtel mais la zone commerciale de Downtown Disney construite entre les deux parcs et les hôtels.
Le 14 août 2007, les trois tours sont renommées : la Marina Tower devient Magic Tower, la Sierra Tower devient la Dreams Tower et la Bonita Tower devient la Wonder Tower.
Le 26 mai 2010, le blog officiel des parcs Disney annonce une nouvelle rénovation de l'hôtel qui comprend une nouvelle piscine qui reprend l'aspect des monorails et le renommage des trois tours en Adventure, Frontier et Fantasy . Les trois tours seront signalées par des décors spécifiques et leur rénovation doit s'étaler de 2010 à 2012.

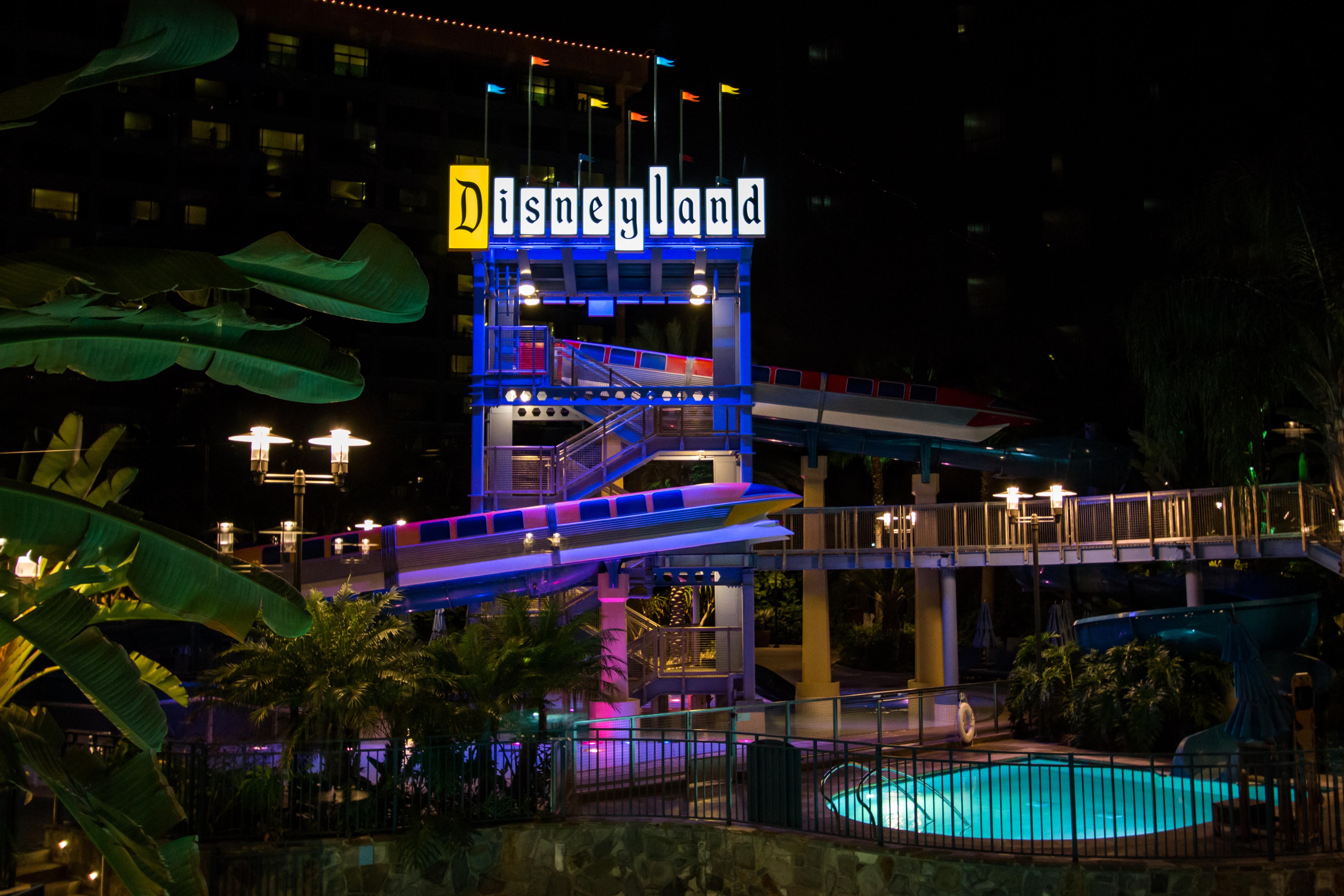
Nouvelle piscine du complexe reprenant des éléments historiques

Le 22 mai 2020, Disneyland dévoile un plan pour construire une nouvelle tour de 12 étages dans l'angle sud-ouest de l'hôtel pour 350 villas en temps partagés Disney Vacation Club. Elle doit être achevée en 2023 et avoir une forme de L pour ajouter des chambres avec terrasses et une piscine privative pour la tour DVC. En parallèle le projet d'un nouvel hôtel est mis en pause.

## Les bâtiments
L'hôtel est constitué de trois tours formant un U et d'un ensemble de bâtiments peu élevés adjacent sur près de 0,25 km2 (25 ha).

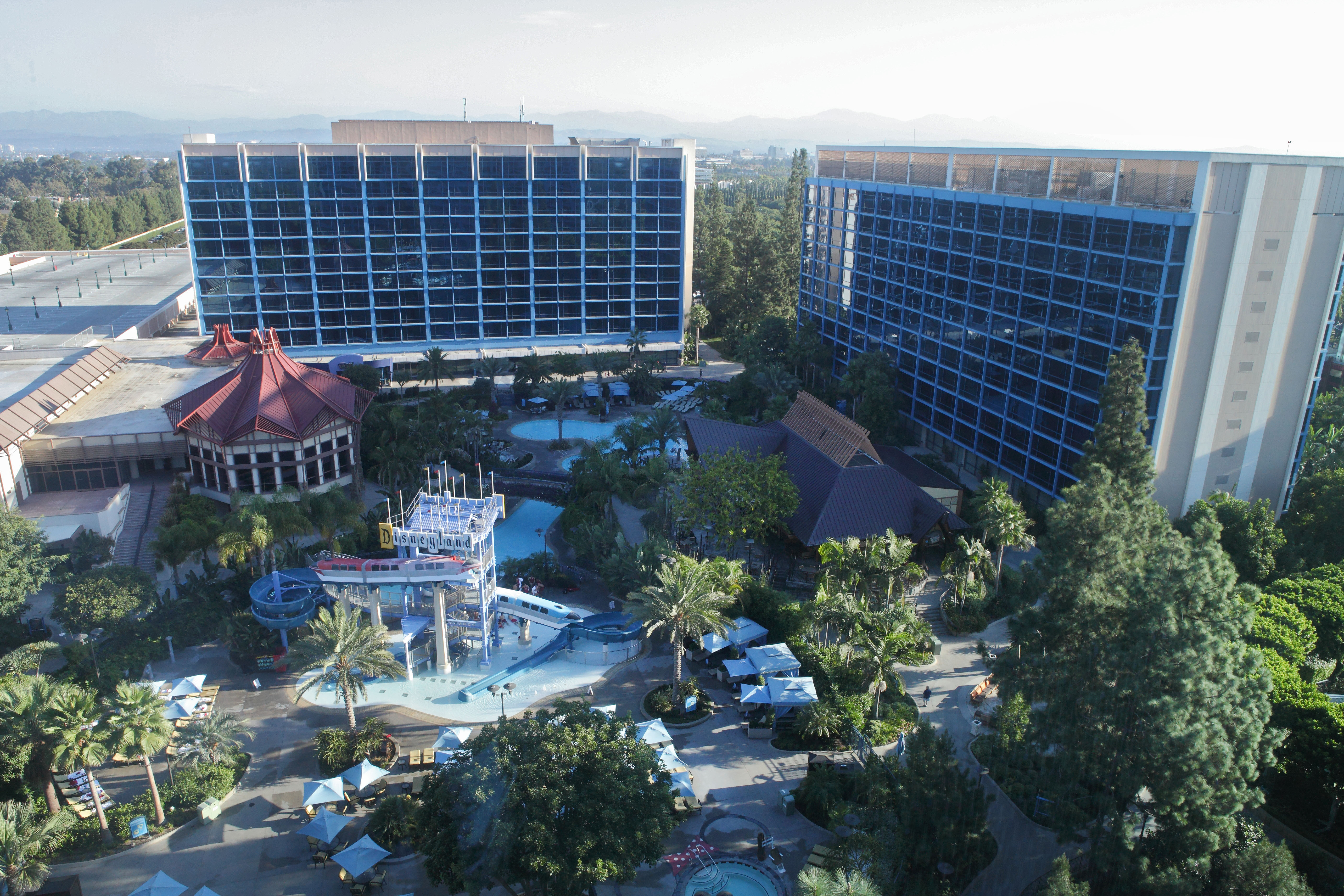
La Fantasy Tower, l'Adventure Tower et la piscine en 2013

- Fantasy  Tower est le bâtiment de 11 étages situé à l'est donnant sur Downtown Disney. Sa rénovation doit débuter fin 2011 et s'achever en 2012[22].
- Frontier Tower est le bâtiment de 14 étages situé au sud. Il doit son premier nom à la femme de Jack Wrather. Sa rénovation doit débuter fin 2010 et s'achever en 2011[22].
- Adventure Tower est le bâtiment de 11 étages situé au nord contenant l'accueil et plusieurs boutiques. Sa rénovation débutée fin 2009 doit s'achever en 2010[22].
- Le centre de congrès accolé à la Marina Tower héberge plusieurs restaurants. Il est situé de l'autre côté de la piscine. Il possède deux pavillons octogonaux de couleurs rouges.

| Situation | Année de construction | Nom (par période) | Nom (par période) | Nom (par période) |
| Situation | Année de construction | Jusqu'en 2007     | 2007-2010         | Depuis 2010       |
| --------- | --------------------- | ----------------- | ----------------- | ----------------- |
| Est       | 1962                  | Sierra Tower      | Magic Tower       | Fantasy Tower     |
| Nord      | 1970                  | Marina Tower      | Dreams Tower      | Adventure Tower   |
| Sud       | 1978                  | Bonita Tower      | Wonder Tower      | Frontier Tower    |